# Enoplus oculatus
Enoplus oculatus is een rondwormensoort uit de familie van de Enoplidae.